# Хобейка, Элие
Элие Хобейка (араб. إيلي حبيقة‎;
22 сентября 1956 года, Клеят — 24 января 2002 года, Бейрут), в русскоязычных источниках чаще Ильяс Хобейка — ливанский боевик и политик-фалангист, руководитель службы безопасности правохристианской партии Катаиб. Активный участник гражданской войны, полевой командир Ливанских сил. Обвинялся в военных преступлениях, в том числе в организации резни в Сабре и Шатиле. Рассматривался как агент сирийских спецслужб. Был депутатом ливанского парламента, занимал посты в правительстве. Убит в результате теракта.

## Ранние годы
Родился в маронитской семье из селения Клеят района Кесерван Горного Ливана — региона, населённого в основном ливанскими христианами. Отец Ильяса Хобейки был рабочим-механиком, мать — швеёй. После школы Ильяс Хобейка работал банковским служащим.
С ранней юности Ильяс Хобейка придерживался ультраправых националистических взглядов, был враждебно настроен к мусульманам, особенно к палестинцам. В 16-летнем возрасте вступил в правохристианскую партию Катаиб.

## Правохристианский силовик
В 1975 году в Ливане началась гражданская война между правохристианскими (Катаиб, НЛП, Стражи кедров, Марада, Ливанское молодёжное движение) и «левомусульманскими» (ООП, ПСП, ЛКП) силами. Правохристианский лагерь консолидировался в блок Ливанский фронт, военное крыло которого составили Ливанские силы.
К тому времени 18-летний Ильяс Хобейка уже пользовался серьёзным авторитетом среди фалангистов. Командовал подразделением фалангистской милиции, активно участвовал и в боях, и в расправах — в том числе сражении за Тель-Заатар и бейрутской Чёрной субботе. По данным британской газеты The Guardian, многие члены семьи Хобейки и его невеста были убиты палестинскими боевиками во время резни в Дамуре (1976).
Ильяс Хобейка выделялся жестокостью и беспощадностью даже среди фалангистских боевиков. Он получил прозвище «HK» за то, что не расставался с пистолет-пулемётом Хеклер и Кох. В июле 1977 года Хобейка, на тот момент известный под псевдонимом Шеф Эдвард, руководил расправой над пленными палестинскими боевиками и гражданскими лицами в южноливанской деревне Ярина. Около 80 человек, из которых от 20 до 30 не имели отношения к вооружённым формированиям, были выстроены перед школой и расстреляны.
В 1979 году Ильяс Хобейка возглавил систему безопасности Катаиб и охранное агентство «Ливанских сил» (Джихаз аль-Амин). Он стал также личным телохранителем Башира Жмайеля — командующего фалангистской милицией и «Ливанскими силами», сына основателя партии Катаиб Пьера Жмайеля. Таким образом, Хобейка сделался одним из ведущих правохристианских силовиков.
Хобейка принимал активное участие во внутренней правохристианской междоусобице. 13 июня 1978 года он участвовал в Эденской резне — убийстве командира ополчения «Марада» Тони Франжье-младшего (сына президента Ливана Сулеймана Франжье) и его семьи. 7 июля 1980 года руководил резнёй в Сафре — убийством активистов НЛП и боевиков Милиции Тигров. «Марада» понесла серьёзные потери, ополчение НЛП было включено в Ливанские силы под командованием фалангистов. Эти кровавые акции утвердили доминирование Катаиб в правохристианском лагере. Башир Жмайель стал бесспорным военно-политическим лидером правохристиан, а Ильяс Хобейка — его ближайшим сподвижником.
В последующие годы Хобейка установил тесные связи с израильскими военными и ЦРУ США.

## Организатор резни
В 1982 году ситуация в Ливане кардинально изменилась в результате израильского вторжения. Вооружённые силы ООП были в целом разгромлены израильской армией. Ильяс Хобейка выступал главным военным связным «Ливанских сил» с ЦАХАЛ. Когда израильские войска заняли Бейрут, он постарался окончательно свести старые счёты с палестинцами.
23 августа 1982 года Башир Жмайель был избран президентом Ливана. Перед Ильясом Хобейкой открывались широкие перспективы. Однако 14 сентября 1982 года, ещё до официального вступления в должность, избранный президент Жмайель погиб в результате теракта.
Ответом фалангистов стала резня в Сабре и Шатиле — массовые убийства палестинских беженцев, продолжавшиеся с 16 по 18 сентября 1982 года, в результате которых погибли, по разным оценкам, от 460 до 3500 человек. Ильяс Хобейка возглавлял эту расправу и требовал максимальной жестокости от подчинённых фалангистов. В причастности к резне с разной степенью обоснованности обвинялись многие правохристианские силовики и политики (в том числе Самир Джааджаа, Фади Фрем, Этьен Сакер, Фуад Абу Надер, Карим Пакрадуни, Жозеф Абу Халил, Мишель Аун и многие другие), однако главным организатором всегда назывался Ильяс Хобейка. Израильская Комиссия Кахана, занимавшаяся по поручению правительства этой страны расследованием произошедшего в Сабре и Шатиле, в 1983 году также сделала вывод об ответственности за резню именно Хобейки.
Начальником охраны Хобейки и активным участником резни был Роберт Марун Хатем, известный под кличкой Кобра. Впоследствии он утверждал, что Хобейка организовал резню намеренно — дабы скомпрометировать Израиль. Хатем заявлял, что Хобейка в то время уже являлся агентом сирийских спецслужб и целенаправленно действовал в интересах режима Хафеза Асада. Действительно, даже выступая до 1985 года с произраильских позиций, Хобейка, тем не менее, поддерживал военно-политическое присутствие Сирии в Ливане.
Обвинение Роберта Хатема косвенно подтверждается тем фактом, что после резни Хобейка много лет жил в Ливане и занимал министерские посты в просирийском правительстве. Ни ООП (изгнанная из Ливана в 1982 году), ни Сирия, ни их ливанские мусульманские союзники не инициировали его преследование. Более того, просирийские силовые структуры осуществляли охрану Хобейки до 2001 года (Салех аль-Наами, ХАМАС).

## Междоусобная борьба и просирийская ориентация
После гибели Башира Жмайеля (1982) и кончины Пьера Жмайеля (1984) партия Катаиб, «Ливанские силы» и правохристианский лагерь в целом лишились признанных лидеров. Претензии на этот статус выдвинул Ильяс Хобейка. Первоначально Хобейка действовал в союзе с Самиром Джааджаа.
Осенью 1985 года формирования Хобейки и Джааджаа подняли мятеж против президента Амина Жмайеля и командующего «Ливанскими силами» Фуада Абу Надера. В отличие от президента, Абу Надер располагал силовым ресурсом для подавления бунта. Однако он категорически отказался участвовать в правохристианской междоусобице и подал в отставку.
Военно-политический успех Хобейки тут же высветил его новую просирийскую ориентацию. В декабре 1985 года он был одним из ключевых участников встречи в Дамаске, где его сторонники из «Ливанских сил», шиитское движение Амаль и друзская ПСП заключили «Трёхстороннее соглашение» под эгидой сирийского правительства. Однако 15 января 1986 года президент Амин Жмайель и Самир Джааджаа дезавуировали это соглашения. Следующий вооружённый конфликт разгорелся между Хобейкой и Джааджаа. В январе 1986 года в Бейруте шли бои, закончившиеся победой сторонников Джааджаа.
Хобейка был исключён из «Ливанских сил», бежал в Захлу, а затем в Западный Бейрут, где были сильны позиции сирийцев и их союзников. Он ещё теснее сошёлся с сирийскими властями и спецслужбами. По его инициативе была создана просирийская Партия Ваад.
К тому же периоду относится заказ на убийство Мухаммада Хусейна Фадлаллы, духовного лидера исламистской группировки Хезболла. Заказ и оплата поступили Хобейке от американского ЦРУ через офицеров ливанской военной разведки. ЦРУ считало Фадлаллу организатором взрыва казарм морской пехоты США в Бейруте, в результате которого погиб 241 американский военнослужащий. Попытка покушения не удалась — взрыв автомобиля у резиденции Фадлаллы убил десятки прохожих, но сам он остался невредимым. После этого ЦРУ прекратило отношения с Хобейкой.

## Министр при сирийской оккупации
В 1990 году вооружённые формирования Хобейки активно поддержали сирийскую армию в противостоянии с ливанским генералом Мишелем Ауном. Поражение Ауна завершило гражданскую войну фактическим установлением сирийской оккупации Ливана. Этот результат был закреплён Таифскими соглашениями об условиях политического урегулирования. Ильяс Хобейка как просирийский деятель в 1991 году получил полную амнистию за преступления, совершённые во время гражданской войны, и прочно вошёл в новую политическую элиту.
Дважды — в 1992 и 1996 годах — был избран в парламент Ливана от партии Ваад. Неоднократно занимал правительственные посты: был государственным министром по делам эмигрантов (с мая по октябрь 1992 года), государственным министром по социальным вопросам и делам инвалидов (с октября 1992 по сентябрь 1994 года), министром водных ресурсов и электроэнергии (с июня 1993 по декабрь 1998 года). Во главе министерства водных ресурсов Хобейка способствовал реализации больших энергетических проектов в Баддави и Захрани, Зуке и Баальбеке. Были созданы крупные электрические сети с распределением по всей территории Ливана, в том числе в отдалённых районах. Однако энергетическое развитие тормозилось военно-политической напряжённостью на юге страны. Часть мощностей была разрушена во время израильской операции Гроздья гнева.
В то же время Роберт Хатем в своей книге описывает многочисленные финансовые аферы и криминальные акции Хобейки (в которых он сам принимал участие) — лоббирование коммерческих проектов за откаты, заказные убийства, похищения, вымогательства и пытки. По мнению Хатема, на министерском посту Хобейка окончательно утратил политические взгляды, превратившись в беспринципного коррупционера, озабоченного только наращиванием личной власти, богатства и ведением гламурного образа жизни. Характерная деталь: бизнес-партнёром Хобейки в торговой фирме стал лидер ливанских коммунистов Жорж Хауи, а коллегой Хатема по рэкету и ликвидации конкурентов — бывший коммунистический боевик Камаль Фегали.
К концу 1990-х отношения Ильяса Хобейки с Дамаском резко ухудшились. Сирийские спецслужбы периодически устраняли наиболее одиозных и амбициозных представителей ливанской политической элиты. В 2000 году Хобейка потерял парламентский мандат: его избрание фактически заблокировали сирийцы.
Согласно The World Lebanese Cultural Union, после терактов 11 сентября 2001 в США Хобейка попытался предложить ЦРУ свои услуги в поимке Имада Мугнии, бывшего начальника спецслужб террористической организации «Хезболла». После этого, в конце 2001 года, сирийцы полностью прекратили охрану Хобейки и поручили юридическим инстанциям Ливана предпринять против него соответствующие акции, или, как минимум, пригрозить таковыми.

## Убийство

### «Сирийская версия»
Ильяс Хобейка был убит 24 января 2002 года в возрасте 45 лет. Заминированный автомобиль взорвался возле его дома в бейрутском пригороде Хазмие. В результате взрыва погибли три человека, в том числе два его телохранителя, и ещё шесть человек получили ранения.
Ответственность за убийство Ильяса Хобейки взяла на себя ранее неизвестная (и позже не проявлявшаяся) группа Ливанцы за свободный и независимый Ливан. Она выступила с заявлением, в котором объявила о казни «сирийского агента» и «эффективного инструмента» в руках тогдашнего начальника сирийской военной разведки Гази Канаана.
Появление неизвестной группы и последовавшие аресты большинство наблюдателей восприняли как «заметание следов». Основная версия убийства Хобейки связана с сирийскими спецслужбами. Журналист газеты Хаарец Цви Барель и некоторые видные фигуры в Ливане считали, что за убийством Хобейки стоит Сирия, опасавшаяся раскрытия её роли в резне в Сабре и Шатиле.
Один из бывших помощников Ильяса Хобейки также был убит вместе с женой в Бразилии. Неизвестный произвёл выстрелы из пистолета с глушителем. Другой погиб при странных обстоятельствах в Нью-Йорке, врезавшись на машине в дерево в Нью-Йорке. Оба погибли в преддверии слушаний в бельгийском суде примерно в одно время с Хобейкой: 31 января 2001 года и 22 марта 2002 года.

### «Израильская версия»
Официальные инстанции Ливана, в том числе министр внутренних дел, обвинили в убийстве Хобейки власти Израиля и персонально Ариэля Шарона (обвинение предъявлялась также боевикам организации «Стражи кедров», лидер которой Этьен Сакер известен произраильской позицией). Ориентированная на Сирию пресса утверждала, будто израильские спецслужбы заставили замолчать основного свидетеля причастности Шарона к резне в Сабре и Шатиле. Газета The Daily Star писала, будто Хобейка рассказал редактору о некой аудиозаписи, в которой изобличается роль Шарона в тех событиях — «ещё большая чем принято считать». Однако никаких подтверждений существования подобного документа нет.
В июне 2001 года левый маронитский адвокат Шибли Маллат подал в Бельгии иск против Ариэля Шарона в соответствии с законом, который позволяет иностранцам выступать истцами в делах о преступлениях против человечности. Незадолго до своей смерти Хобейка публично заявил о намерении дать в бельгийском суде показания против Шарона. Йоси Дуби, бельгийский сенатор, утверждал, будто Хобейка за несколько дней до гибели высказывал беспокойство за свою жизнь в связи с предстоящими «откровениями» о массовых убийствах, вызывают у него беспокойства за его жизнь. Когда Дуби спросил его, почему он не раскроет все факты, Хобейка якобы ответил: «Я приберегаю их для судебного разбирательства». На пресс-конференции он сказал: «Я очень заинтересован в том, чтобы бельгийский суд состоялся, потому что моя невиновность под вопросом».
С другой стороны, бельгийский сенатор Винсент ван Квикенборн (Vincent Van Quickenborne), посетивший Хобейку перед убийством, сообщил в интервью телеканалу Аль-Джазира, что Хобейка не планировал обвинять Шарона. Он заявлял также о собственной невиновности, так как якобы «не был в тот день в Сабре и Шатиле». При этом Квикенборн не исключал, что Хобейка сказал это из опасений за свою жизнь.
По утверждению В. Мостового, не подтверждённому иными источниками, адвокат Хобейки выступил на пресс-конференции, где буквально дословно сказал следующее: «Мой клиент говорил мне что скажет правду: Шарон не отдавал приказа о массовой расправе… Христиане вошли в лагеря палестинских беженцев, потому что узнали, что Арафат оставил там сотни своих бандитов с оружием, и они обстреливали фалангистов и солдат Шарона». Адвокат считал, что впоследствии Хобейка был убит потому, что его показания не устраивали «террористическую Организацию Освобождения Палестины, её лидера Я. Арафата и сирийскую разведку».
Ариэль Шарон в ответ на обвинения арабской прессы в убийстве заявил: «Это даже не стоит того, чтобы комментировать».

## Семья
Многие члены семьи Хобейки погибли во время резни в Дамуре. Его невеста была изнасилована и убита палестинскими боевиками.
С 1981 года Ильяс Хобейка был женат на Джине Раймонд Нахати. В браке супруги имели двух детей — дочь Сабину и сына Жозефа. Роберт Хатем утверждает, что Сабина была в младенчестве подвергнута эвтаназии по указанию отца.
Ильяс Хобейка имел многочисленные связи с женщинами из ливанской богемы и элиты, что приводило к напряжённым отношениям в семье.

## Личностные характеристики
Люди, знавшие Ильяса Хобейку, называют крайнюю жестокость главной чертой его личности. В советских источниках он особо характеризовался как «человек крутой и беспощадный». Отмечается также своеобразная харизма. Роберт Хатем утверждал, будто подчинённые Хобейки, получив приказ, становились подобны роботам и, не раздумывая, совершали убийства.
В то же время, для Хобейки были характерны такие качества, как храбрость, упорство, целеустремлённость, эффективная деловитость, в ранней молодости — фалангистская убеждённость. Впоследствии говорить об убеждённости стало сложнее — в свете переориентации Хобейки на Сирию и полной коррупционной беспринципности.

## Разоблачения бывшего охранника
Многочисленные факты и компетентные оценки деятельности Ильяса Хобейки содержатся в книге бывшего телохранителя Роберта Хатема From Israel to Damascus: The Painful Road of Blood, Betrayal and Deception — Из Израиля в Дамаск: тяжкая дорога крови, предательства и лжи. Публикация книги об убийствах, пытках, похищениях людей (в том числе иностранцев), коррупции и внебрачных связях Хобейки с представительницами бейрутского бомонда вызвала политический скандал в Ливане.
В период пребывания Хобейки в ливанском правительстве распространение книги подвергалось уголовному преследованию. Хобейка публично высказался о Хатеме как о «безграмотном наркомане», сводящем счёты за увольнение в 1985 году, и подал в суд за клевету. В свою очередь, Хатем обвинял Хобейку в «предательстве» соратников — включая себя, «двадцать лет сотрудничавшего с ним, охранявшего и его, и его семью»